# Филимонов, Николай Григорьевич
Николай Григорьевич Филимонов (28 ноября (10 декабря) 1866, Санкт-Петербург — 7 (20) ноября 1917, Пьятра) — генерал-майор, командующий 25-й пехотной дивизией в годы Первой мировой войны.

## Биография
Родился в Санкт-Петербурге 28 ноября (10 декабря) 1866 года. Образование получил в Александровском кадетском корпусе. В службу вступил 1 сентября 1883 года. В 1886 году окончил Михайловское артиллерийское училище. Выпущен из портупей-юнкеров подпоручиком (приказ 11.08.1886; старшинство с 14.08.1884) в 22-ю артиллерийскую бригаду; поручик (старшинство с 14.08.1888).
Окончил Николаевскую академию Генерального Штаба в 1892 году по 1-му разряду.
Штабс-капитан (старшинство с 06.05.1892). Состоял при Виленском военном округе: с 22.02.1893 по 01.03.1894 — старший адъютант штаба 26-й пехотной дивизии; с 01.03.1894 по 28.08.1898 — помощник старшего адъютанта штаба округа. Капитан (старшинство с 17.04.1894).
С 01.12.1895 по 15.12.1896 отбывал цензовое командование ротой в 101-м пехотном Пермском полку.
С 28.08.1898 по 27.12.1901 — старший адъютант штаба войск Забайкальской области. Подполковник (старшинство с 06.12.1898).
Участник подавления восстания боксёров в Китае. В период с 15 июля по 15 ноября 1901 года отбывал цензовое командование батальоном в Читинском резервном батальоне.
С 27.12.1901 по 20.07.1904 — штаб-офицер при управлении 1-й Финляндской стрелковой бригады. Полковник (старшинство с 06.12.1902).
Участник русско-японской войны; с 20.07.1904 по 18.07.1905 — начальник штаба 4-й Донской казачьей дивизии.
С 18.07.1905 по 01.04.1911 — командир 98-го пехотного Юрьевского полка. Генерал-майор (старшинство с 01.04.1911 за отличие).
С 01.04.1911 по 18.09.1912 — командир 1-й бригады 4-й пехотной дивизии; с 18.09.1912 по 18.01.1914 — начальник штаба крепости Новогеоргиевск, а затем, до 19.07.1914 — начальник крепостной части ГУГШ и постоянный член крепостной комиссии при этом управлении. Одновременно совещательный член технического комитета Главного Военно-технического управления (с 06.03.1914) и совещательный член артиллерийского комитета ГАУ (с 13.03.1914).
Участник Первой мировой войны: с 09.07 по 22.10.1914 — генерал-квартирмейстер штаба 2-й армии; участвовал в походе в Восточную Пруссию — из окружения в Комуссинском лесу вышел со штабом армии. Затем, до 14 декабря 1914 года был начальником 1-й стрелковой бригады. После Лодзинской операции получил пост начальника штаба Брест-Литовской крепости. С 17.10.1915 года командовал 25-й пехотной дивизией; участвовал в неудачном наступлении у озера Нарочь в марте 1916 года (25-я пехотная дивизия входила в группу генерала Балуева). Приказом от 22.08.1917 был произведён в генерал-лейтенанты с утверждением начальником той же дивизии.
Умер от приступа грудной жабы во французском госпитале располагавшемся в румынском г. Пьятра; 19 ноября 1917 года исключён из списков умершим.

## Награды
- орден Св. Станислава 3-й ст. (1895);
- орден Св. Анны 3-й ст. (1898);
- орден Св. Станислава 2-й ст. (1901);
- Золотое оружие «За храбрость» (ВП 16.03.1906);
- орден Св. Анны 2-й ст. с мечами (ВП 21.11.1906);
- орден Св. Владимира 4-й ст. (08.02.1909);
- орден Св. Владимира 3-й ст. (06.12.1913);
- орден Св. Станислава]] 1-й ст. с мечами (ВП 01.1915)
- орден Св. Анны 1-й ст. (ВП 01.05.1915);
- Орден Белого Орла (22.10.1915);
- Мечи к ордену Св. Анны 1-й ст. (01.1916).